# メジャー・デビュー (音楽家)
メジャー・デビューは、音楽家が初めてメジャー・レーベルから作品を発売すること。

## 定義
メジャー・デビューはインディーズ・ミュージシャンがメジャー・レーベルにおいてデビューすることをいう。しかし、インディーズ・ミュージシャンの意味は欧米と日本とでは異なる。
イギリスやアメリカにおいて、一般的にインディーズ（あるいはインディー）とは大手よりも実験的でかつ経済的にも恵まれていないレコード会社をいう。一方、日本でのインディーズは欧米よりも曖昧かつ広義の概念であり、一般には日本レコード協会に入会していないインディペンデント・レーベルを指す。
メジャー・デビューは、例えば、
- インディーズ・レーベルでの活動中、あるいはレーベル自体に所属したことがない状態で音楽活動を行っていた者がメジャー・レーベルに勧誘される
- メジャー・レーベルが主催するオーディションに合格する

といった形でメジャー・レーベルと音楽作品の制作・販売のための契約を締結し、作品を発売することをいう。
IFPI（国際レコード・ビデオ制作者連盟）の2005年8月度報告によると、一方のインディーズ・レーベルのシェアは28.4%にまで広がり、国際的に活動しているレーベルも多い。そのため、作品の発売に際し、音楽家がメジャー・レーベルとの契約にこだわるケースは少なくなりつつある。
また、インディーズのほうが活動しやすいとの考えからメジャー・レーベルとの契約を避けるケースもある。
しかし、一部では現在もなおメジャー・レーベルとの契約が目標視されることは珍しいものでなく、メジャー・レーベルとの契約やメジャー・デビューという言葉はいまだ少なからず音楽家とその活動にとって大きな意味を持ち、節目になっている。

## 欧米の音楽業界
欧米では、三大レーベルであるユニバーサルミュージック (米国)、ソニー・ミュージックエンタテインメント (米国)、ワーナー・ミュージック・グループの傘下にある各レーベルを指して、メジャー・レーベルという。
イギリスやアメリカでのインディーズ（あるいはインディー）はレコード会社や音楽産業に対する限定的な意味で用いられており、先述のように一般には大手よりも実験的でかつ経済的にも恵まれていないレコード会社をいう。
インディーズ・レーベルがメジャー・レーベルに買収されてその一部となった場合、そこで改めてメジャー・デビューと称することはない。例えばモータウンは1988年にMCAに、そのMCAは1993年にポリグラムに買収され、更にポリグラムが1998年にユニバーサルミュージックに吸収された。レーベル買収時に自動的に契約が継続となったアーティスト（スティーヴィー・ワンダーなど）に対して「メジャー・デビューした」と呼ぶことはない。

## 日本の音楽業界
日本でのインディーズは欧米よりも曖昧かつ広義の概念であり、一般には日本レコード協会に入会していないインディペンデント・レーベルを指す。さらに日本ではインディーズはレコード会社や音楽産業に対する限定的な意味にとどまらず、ひとつの音楽ジャンルとなっているという特徴がある。
日本では1970年代にもインディーズの商品化と呼ばれる現象が見られた。しかし、商業主義への対抗意識から成立したインディーズ・レーベルは、1980年代半ばになってメジャー・レーベルへ移籍するバンドが増加したこと（いわゆるバンドブーム）をきっかけにインディーズはメジャー・デビューの足掛かりとなった。
なお、インディーズで制作し、販売や流通をメジャー・レーベルの会社が行う場合は「メジャー流通」と呼ばれ、メジャー・レーベルからのデビューとはみなされない。